# Allan McGregor
Allan James McGregor (Edinburgh, 31 januari 1982) is een Schots doelman in het betaald voetbal. Hij keerde in 2018 terug bij Rangers FC, waar McGregor de enige speler uit de originele 2010/2011 selectie die nogmaals schots landskampioen werd met Rangers Fc. McGregor debuteerde op 30 mei 2007  in het Schots voetbalelftal, tegen Oostenrijk.
McGregor debuteerde in 2001 in het profvoetbal in het shirt van Glasgow Rangers, waar hij de jeugdopleiding afmaakte. Hij stond met Hull City AFC in de finale van de strijd om de FA Cup 2014, die de ploeg van trainer-coach Steve Bruce met 3-2 verloor van Arsenal.
Na zijn terugkeer bij Rangers FC werd hij enkel ingezet voor wedstrijden in de UEFA Europa League. Door zijn goede prestaties op het Europese toneel werd hij voor het seizoen van 2020/2021 weer gepromoveerd tot eerste keeper, zowel in de Schots competitie als in het Europese voetbal.
1 Pandur ·
2 Coyle  ·
3 Giles ·
4 Hughes ·
5 Jones ·
6 McLoughlin ·
7 Millar ·
8 Mehlem ·
9 Bedia ·
11 Sinik ·
12 Pedro ·
14 Vaughan ·
16 Longman ·
17 Burns ·
18 Simons ·
19 Alzate ·
20 Puerta ·
22 Rushworth ·
23 Drameh ·
25 Zambrano ·
26 Smith ·
27 Slater ·
29 Jacob ·
31 Racioppi ·
32 Lo-Tutala ·
33 Belloumi ·
34 Cartwright ·
36 Jarvis ·
40 Foster ·
41 Sellars-Fleming ·
43 Ashbee ·
44 Kamara ·
45 Palmer ·
47 Tinsdale ·
48 Burstow ·
Coach: Walter
1 McGregor ·
2 Hutton ·
3 Whittaker ·
4 Hanley ·
5 Martin ·
6 Maloney ·
7 Morrison ·
8 McArthur ·
9 Griffiths ·
10 Snodgrass ·
11 Bannan ·
12 Gilks ·
13 Conway ·
14 Naismith ·
15 Webster ·
16 Rhodes ·
17 Mackay-Steven ·
19 Burke ·
20 Armstrong ·
21 Marshall ·
22 Jack ·
23 Watt ·
Coach: Strachan